# 鋰硅合金
锂硅合金
分子式：Li-Si
```
   锂硅合金外观为深灰色金属固体粉末，遇水反应強烈产生大量热并且放出氢气。目前，锂硅合金粉主要用于发射导弹、火箭、炮弹的配套动力电源热电池的负极材料，
   用锂硅合金作负极材料的热电池，较钙系、镁系热电池体系有着大功率放电、高比能量、激活迅速、贮存期长及结构紧凑等优点。
```